# Llista d'episodis d'El Capità Harlock
El Capità Harlock (宇宙海賊キャプテンハーロック, Uchū Kaizoku Kyaputen Hārokku) és una sèrie d'anime de 42 capítols produïda per la Toei Animation, dirigida per Rintaro, basada en el manga del mateix nom. La sèrie fou emesa per TV Asashi des del 14 de març de 1978 fins al 13 de febrer de 1979.
A Catalunya, fou estrenada per TV3 el 4 de juliol 1985, reemetent-se posteriorment en el canal K3 i BTV en diverses ocasions.

## Llista d'episodis
| # | Títol en català | Data d'estrena al Japó | Data d'estrena a Catalunya |
| --- | --- | ---------------------- | -------------------------- |
| 1 | La bandera pirata de l'espai Uchuu ni Hatameku Kaizokuki (宇宙にはためく海賊旗)                                          | 14 de març de 1978     | 4 de juliol de 1985        |
| "La nostra història es remunta a fa molts anys. A l'any llunyà de 2977", diu la veu del narrador que se sent en la introducció al primer episodi. La narració es col·loca, doncs, en un moment posterior als fets narrats. Així es demana immediatament que l'espectador faci un esforç d'imaginació. Es demana a l'espectador que s'imagini que viu en un període posterior al 2977, i "molt allunyat". D'aquesta manera, doncs, s'implica l'espectador en el joc de la narració, i se'l fa viure en un món que se suposa molt diferent (i millor) del que es coneixerà a través de la història. La situació a la terra "en l'any llunyà de 2977", es descriu així: "Quan damunt de la Terra les aigües es van eixugar, la gent va dir: la fi de la humanitat s'acosta. Tothom, llavors, es va preocupà només de la seva sort, deixant de banda qualsevol pensament sobre la immensitat de l'univers, i escarnint fins i tot, el pocs que confiant en un futur millor, van salpar cap als espais immensos del cosmos a la recerca d'altres mons. Els van dir 'aventurers a la caça d'il·lusions, 'delinqüents sense escrúpols', 'bojos' ". Així es presenta Harlock, sense pronunciar-ne el nom, encara: "Vaga cap a les estrelles llunyanes. La seva bandera és una calavera blanca en camp negre. Viu la seva vida en un espai sense límits i sense demà, en harmonia amb les lleis de l'univers. Lliure." Aquest episodi té lloc el dia del setè aniversari de la Tami, la filla del millor amic de Harlock, per desgràcia mort l'any 2970. Harlock li havia promès a la Tami que tornaria a la Terra pel seu aniversari. I és així, perquè Harlock s'estima més mantenir la seva promesa malgrat el risc que corre que el capturin. Harlock és capturat i condemnat a ser ajusticiat, però no perd la calma i no té por, perquè sap que l'Arcadia el vindrà a salvar. Entre els que s'han aplegat per assistir a l'execució hi ha la Tami, preocupada i amb llàgrimes als ulls encara que Harlock l'hagi tranquil·litzat abans que el capturessin. Gràcies a la intervenció de l'Arcadia, Harlock aconsegueix evitar l'execució. | |                        |                            |
| 2 | Un objecte arriba d'espais desconeguts Michi kara no Message (未知からのメッセージ)                                      | 21 de març de 1978     | 5 de juliol de 1985        |
| Una de les flotes dedicades a aquest transport ha estat destruïda per aeronaus desconegudes. El general Kirita està segur que Harlock n'és el culpable, i per capturar-lo recorre a una argúcia: juntament amb la directora de l'escola on viu la Tami, mira de convèncer la nena que escrigui una carta a Harlock per fer-lo tornar a la Terra. Tami, però, ho rebutja, i està disposada a acceptar el càstig que sigui, per no fer-se còmplice d'aquest engany. Mentrestant, el "vehicle espacial" que havien localitzat el Professor Dayu i el seu fill Tadashi manté la ruta en direcció cap a la Terra. L'objecte, de forma esfèrica i de color negre, té unes dimensions enormes, que exclouen la possibilitat que es tracti d'una astronau. A més, tant l'Arcadia com l'observatori del Professor Dayu, estan d'acord a excloure que es tracti d'un meteorit. Les temptatives de Harlock i de la seva tripulació per fer-lo esclatar es revelen inútils perquè l'objecte repel·leix fins les armes més potents gràcies a una forta reacció magnètica. Tots dos (Harlock i el Professor Dayu) miren de convèncer el primer ministre de la gravetat de la situació i li proposen la hipòtesi d'un atac extraterreste, però el primer ministre no s'amoïna i s'estima més pensar que es tracta d'un meteorit que s'incendiarà tan bon punt entri en contacte amb l'atmosfera terrestre i creu, a més, que la història de l'atac extraterrestre podria ser un invent de Harlock per amagar els seus propis delictes. Finalment, l'enorme esfera negra cau a la Terra, i destrueix i incendia tot el que es troba al seu entorn. | |                        |                            |
| 3 | 'Una dona que es crema com el paper Kami no You ni Moeru Onna"' (紙のように燃える女)                                     | 28 de març de 1978     |                            |
| El Professor Dayu i Tadashi, amb l'ajuda d'un col·lega seu, el Professor Kuzuko, estan analitzant les dimensions de l'esfera, i el material del qual es compon. El professor Kuzuko expressa el seu parer: és gairebé segur que es tracta com d'una boia llançada des d'un planeta llunyà per assenyalar el dret de propietat sobre la Terra. El Professor Dayu demana al Professor Kuzuko si pot desxifrar els signes estranys que hi ha traçats sobre la boia. Mentrestant, Tadashi s'adona que algú els està espiant, però tot i que es llança a perseguir-lo, l'espia aconsegueix fugir. Tadashi no aconsegueix veure l'espia, però es tracta d'una de les figures que ja hem vist, embolicades en una capa negra. Aquesta figura, immediatament després es posa en contacte a través de la boia amb una criatura de sexe femení que sembla la seva superior i que li dona ordres de suprimir immediatament tots els que s'assabentin dels seus plans. Per això, el professor Dayu mor assassinat, i Tadashi també hauria mort assassinat si no fos per la intervenció tempestuosa de Harlock. La dona, tocada, es comença a cremar com si fos de paper i es polvoritza en pocs segons davant dels ulls de tots dos. Immediatament, Harlock e Tadashi, analitzen el contingut de la cinta que el Professor Dayu estava a punt de visionar i que conté informació preciosa sobre l'origen de la boia. Pràcticament veuen un "cos gasós que ha estat emanat des de l'espai. És un rastre d'un sistema estel·lar explosiu que es dissol." És des d'allà que han llançat la boia. Harlock convida Tadashi a visitar l'Arcadia. Per primera vegada es fa la veritable presentació dels membres de la tripulació, i de la vida que té lloc a bord de l'Arcadia. És com si els ulls de Tadashi fossin els ulls de l'espectador. Tadashi també té ocasió de veure l'Arcadia en acció contra una flota de Mazonis (els enemics de la Terra finalment reben un nom), de la qual l'Arcadia en surt victoriosa. Yuki descriu a Tadashi les Mazonianes, dient-li que només tenen aparença de dones i que la seva naturalesa, de fet, encara els és desconeguda. També li diu que tenen la pell verda, encara que se'ls torna blanca en contacte amb l'atmosfera, i tenen la característica que cremen com el paper. Tadashi comprèn llavors que la criatura que ha assassinat el seu pare no era altra cosa que una Mazoni. Finalment, Harlock proposa a Tadashi que es quedi a bord a lluitar per la llibertat al seu costat. No es tracta tant d'una invitació com d'un consell. | |                        |                            |
| 4 | Sota la bandera de la llibertat Jiyuu no Hata no Moto ni! (自由の旗の下に！)                                             | 11 d'abril de 1978     |                            |
| Tadashi decideix que no es quedarà a l'Arcadia. Tot i això, Harlock, li fa entregar un aparell que podrà fer servir per avisar l'Arcadia es trobi on es trobi, perquè el vinguin a recollir si canviés d'idea. Havíem deixat el professor Kuzuko desxifrant els signes de la boia. Aquest és el resultat del seu estudi: "Aquesta regió serà la segona pàtria de l'omnipotent poble Mazoni". Davant dels membres del govern, reunits per escoltar l'èxit de la recerca, Kuzuko afegeix que els signes s'assemblen molt als dels antics maies. Aquesta afirmació provoca la hilaritat dels presents, que consideren l'argument poc important perquè està relacionat amb una civilització molt vella i, per tant, poc actual. Tadashi, que participa en la reunió, s'indigna. Immediatament després de la reunió, els fets es precipiten. Una mazoni assassina el professor Kuzuko, mentre Tadashi és a punt que l'empresonin sota l'acusació de subversió, com a còmplice de Harlock (Kirita el va veure baixar de l'Arcadia, i amb això n'hi ha hagut prou per incriminar-lo). Kirita i el Primer Ministre proposen a Tadashi una manera d'evitar la presó: tornar a l'Arcadia i assassinar-hi Harlock. Òbviament, rebutja la proposta. Finalment, Tadashi aconsegueix fugir mentre el transfereixen a l'Illa de Port Infern, on hauria hagut de complir vint anys de presó. També aconsegueix evitar l'emboscada d'una mazoni i, conscient que a la Terra ja no hi trobarà ningú que vulgui combatre al seu costat, es decideix a fer servir l'aparell que li va donar Harlock per avisar-lo i entrar a formar part de la seva tripulació (que per altra banda l'acull molt calorosament). | |                        |                            |
| 5 | Allà on s'acaben les estrelles Harukanaru Hoshi no Hate ni... (はるかなる星の涯に……)                                     | 18 d'abril de 1978     |                            |
| El primer contacte de Tadashi amb la tripulació de l'Arcadia és traumàtic, fins al punt que arriba a pensar que ha pres una decisió equivocada. Pensa que s'ha ficat en una gàbia de bojos on no hi ha disciplina, i on cadascú fa el que vol. En poques paraules, en queda molt decebut. Al final de l'episodi, en l'ocasió d'un atac a una astronau mazoni, tornarà a recuperar la fe en la seva decisió, perquè veu que en realitat la tripulació està formada per persones intel·ligents que sempre estan a punt quan la seva intervenció és necessària. I mentre Tadashi mira d'ambientar-se i d'acostumar-se a la nova vida (i també és víctima de diverses al·lucinacions pel fet que no està acostumat a la vida a l'espai), Harlock ataca una de les naus de càrrega terrestres i, a més del gra, agafa una de les nines que formen part de la càrrega (destinades als "nens que es porten bé a la Terra"), pensant que li portarà a Tami. Kirita, però, ha fet amagar a dintre dels ulls d'aquestes nines unes telecàmeres diminutes amb les quals pot controlar Harlock. I en el moment en què Harlock es troba davant de la nina que ha triat entre tantes, Kirita acciona un petit canó amagat a al boca per matar-lo. El petit canó fa un soroll en el moment en què ha estat accionat i Harlock té els reflexos prou ràpids per apartar-se'n. Així salva la seva vida i la de Tadashi, que es trobava igualment a l'abast dels trets. | |                        |                            |
| 6 | Una visió de Mazoni Maboroshi no Mazon (幻のマゾーン)                                                                    | 25 d'abril de 1978     |                            |
| En l'episodi precedent, un membre de la tripulació havia aconseguit fer presonera una guerrera mazoni. A través d'ella, Harlock i els seus comprenen que les Mazonis tenen un esperit combatiu molt accentuat, que no es pot comparar amb el dels éssers humans. També comprenen, analitzant les restes d'una petita nau mazoni, que se les han d'haver amb un poble més evolucionat i intel·ligent del que es pensaven. Harlock decideix que es dirigeixen cap a l'illa dels pirates, un asteroide a l'interior del qual acumulen les provisions preses a les astronaus de transport terrestre ("perquè la humanitat malgasta insensatament el que té, i tard o d'hora les podria necessitar"). A dintre també hi ha una reproducció artificial del mar, del cel, del sol, i dels boscos. Tadashi s'adona que el mar és d'una netedat que actualment ja no es troba a la Terra. Durant aquesta breu estada a l'illa, Harlock nota una presència que l'espia. La seva obsessió arriba fins al punt que té un malson. Però no era només una obsessió, perquè més tard, Harlock sent soroll darrere seu i comença a perseguir, amb l'ajuda dels altres, la persona que l'estava espiant. En la persecució arriben prop d'uns penya-segats que es retallen damunt el mar. D'aquí emergeix una esfera damunt de la qual es projecta la imatge de la Reina Raflesia. Tadashi la creu real, i immediatament li dispara. Així posa en marxa el mecanisme d'autodestrucció de l'esfera, que esclata i incendia tot el que es troba a l'illa. L'Arcadia aconsegueix fugir-ne am penes i treballs, destruint la porta d'entrada a l'illa, que les enemigues havien bloquejat convenientment. Just a temps, perquè immediatament després que n'hagin sortit, l'asteroide sencer esclata. Finalment Harlok ha pogut conèixer la Reina Raflesia, encara que hagi estat de manera indirecta. | |                        |                            |
| 7 | La piràmide del fons del mar Kaitei no Pyramid (海底のピラミッド)                                                        | 2 de maig de 1978      |                            |
| Els instruments de l'Arcadia registren unes interferències estranyes que provenen de la Terra, exactament de la regió del Triangle de la Mort, a sota les Bermudes. Un cop han fet la immersió al mar, hi descobreixen l'existència d'una piràmide on hi ha gravats signes idèntics als de la boia. La relació amb el poble de Mazoni queda confirmada quan Harlock, Tadashi i Yattaran entren a explorar la piràmide. De fet a l'interior de la piràmide hi ha "el cos sense vida d'una dona" evidentment mazoni. Harlock avança com a hipòtesi que potser es tracta d'un cementiri d'aquest poble. Tornant a l'Arcadia, Tadashi i Yattaran demanen a Harlock que portin aquell cos a bord, o que el destrueixin. Però Harlock es manté ferm en la seva decisió, i es nega a fer-ho, en nom del respecte. Llavors Tadashi decideix actuar pel seu comte i decideix destruir la tomba, però s'adona que la piràmide ha desaparegut. Mentrestant, les algues del fons, que s'han transformat en guerreres mazonis davant dels seus ulls, l'immobilitzen. Per sort se salva, i entre tots aconsegueixen portar una d'aquestes guerreres (que mentrestant s'ha tornat a transformar novament en alga) a analitzar. Les recerques del doctor Zero els fan saber que aquest tipus d'algues està molt estès per tot el món, especialment al Japó. Per això Harlock, juntament amb Yuki, Yattaran i Tadashi baixa al Japó i comença a eliminar totes les dones que es fan passar per humanes, però que en realitat són mazonis (i entre les quals hi ha l'institutriu de Tami). Per part seva, Kirita, que ha sabut de la presència de Harlock a la ciutat, intenta enxampar-lo per enèsima vegada, i per enèsima vegada en surt amb les mans buides. | |                        |                            |
| 8 | La flota espacial de la Reina Joou no Uchuu Kantai (女王の宇宙戦艦)                                                      | 9 de maig de 1978      |                            |
| A l'Arcadia han interceptat un senyal que relaciona la piràmide de la mort amb un punt que està a milions de quilòmetres de distància de la Terra. Explorant aquest punt amb el radar hi descobreixen una flota enorme, probablement de mazonis. Abans de dirigir-s'hi, Harlock s'estima més anar a veure com està Tami (amb la gran decepció de Tadashi que, per aquest motiu creu que Harlock és un covard). Quan finalment l'Arcadia es dirigeix cap a la flota de mazonis, una oficial de Raflesia que ha estat enviada en una missió de reconeixement és capturada, i confessa a Harlock que la missió de la flota cap a on es dirigeix és atraure'l a una zona de vòrtexs còsmics de la qual no s'ha salvat mai ningú. L'oficial hauria continuat la seva confessió, però Harlock l'interromp perquè no en vol saber res més, i l'allibera sense pensar ni tan sols a eliminar-la. Immediatament després, com ho havia dit l'oficial mazoni, arriba una part de la flota que havien localitzat, però l'Arcadia aconsegueix destruir-la completament. N'arriba una altra, però Harlock decideix que no s'hi enfrontarà, perquè entén que l'objectiu que tenen no és només atraure'l a un vòrtex còsmic, sinó sobretot, mantenir-lo ocupat mentre la flota de la Reina ataca la Terra. Per això, l'Arcadia es dirigeix cap a la Terra, i amb aquesta intuïció sorprèn la Reina Raflesia. | |                        |                            |
| 9 | Les terribles plantes vivents Senritsu no Shokubutsu Seimeitai (戦慄の植物生命体)                                        | 16 de maig de 1978     |                            |
| A partir de l'anàlisi que ha efectuat sobre l'exemplar que ha capturat a les Bermudes, el Doctor Zero no ha arribat a cap conclusió gaire precisa, perquè no sap si col·locar les mazonis al regne animal o al regne vegetal. En el decurs de l'exposició dels resultats, a més, Yuki, i el mateix doctor Zero demostren que aquests éssers es concentren en les zones de la Terra on hi ha restes arqueològiques. Davant la connexió precisa que hi ha entre les mazonianes i els emplaçaments arqueològics, a Harlock li ve al cap una antiga gerra, la Gerra dels Contorns Flamejants, en la qual,segons el que deia un amic seu, (el constructor de l'Arcadia, per entendre'ns) s'hi amaga la clau de la història de la Terra. Podria ser, doncs, que les mazonis ja haguessin fet alguna cosa en el Planeta Terra. Harlock confia a Tadashi (que en aquest episodi se'ns mostra que ha "crescut" respecte als anteriors) la missió de robar la gerra del museu federal. La importància de la gerra es fa evident quan es veu que el personal del museu està format completament per mazonis. Efectivament, analitzant la gerra amb l'ajuda de l'ordinador, es descobreix que a l'interior hi té una mena de "circuit memoritzador" que conté un missatge i la imatge d'una estrella mai vista. El missatge és aquest: "Som nosaltres. Les mazonis. Mazonis. Esteu escoltant la veu de la gloriosa Reina Raflesia. El temps per la nostra mare pàtria ja ha transcorregut. A la nostra mare pàtria ja no li queda més temps. Ara s'unirà als nostres germans al límit del cosmos". Després d'haver escoltat el missatge Harlock decideix posar rumb a Amèrica del Sud per anar a explorar la selva que envolta l'antic observatori astronòmic dels Maya i per veure si allà hi pot trobar d'altres indicis que li facin conèixer més bé l'enemic. ("Per derrotar un enemic potent se n'han de conèixer moltes coses"). Met està amoïnada per ell, perquè allà "hi ha plantes perilloses i li fa por que no passi alguna cosa terrible"... I no s'equivoca, perquè un cop a la selva (amb Harlock també hi ha baixat Tadashi) els arbres es transformen en les figures femenines de les mazonis, i els ataquen. Yattaran no hi pot intervenir directament amb el foc de l'Arcadia, perquè posaria en perill les vides de Harlock i Tadashi, i proposa una solució genial: lluitar contra les mazonis amb el fred, perquè la seva naturalesa és en part vegetal, i en aquest cas es tracta de plantes tropicals. Amb el fred que crea la màquina de neu de l'Arcadia, les figures femenines es tornen a transformar en arbres, i deixen lliures Harlock i Tadashi. Un cop acabat el perill, el pensament de Harlock se centra en les mazonis, però no en termes venjatius. "La vida d'aquests éssers misteriosos i terribles és fascinant. Són un enemic que hem de combatre. Un enemic que produeix horror i pena alhora." | |                        |                            |
| 10 | Molt a prop del planeta misteriós Nazo no Wakusei ni Semare (謎の惑星に迫れ)                                             | 30 de maig de 1978     |                            |
| L'arribada de l'Arcadia a la selva amazònica ha tingut els seus efectes positius perquè ha desinflat els plans d'atac mazonians previstos per aquella zona i Raflesia ara està convençuda que Harlock és un obstacle que no pot subvalorar. L'esforç per eliminar-lo ha de ser més gran. Mentrestant decideix acceptar la proposta d'Allergias, un dels seus oficials, que demana poder-se enfrontar amb Harlock directament per venjar les companyes de la seva espècie (les de la selva). En aquest punt, el doctor Zero, després de l'experiència de Harlock i Tadashi a la selva, expressa el seu parer definitiu sobre la naturalesa de les mazonianes, i conclou que es tracta d'éssers vegetals. En aquest episodi, Tadashi mostra una vegada més la seva impaciència i impulsivitat, i també la seva fragilitat, perquè durant el combat directe amb la flota d'Allergias, la seva mirada troba la de Laura, (Comandant de la Primera Estació Espacial, al servei d'Allergias), que té un poder hipnotitzador capaç d'atordir-lo, i el deixa fora de combat. Tadashi pràcticament perd el control dels propis pensaments i comença a somiar escenes de quan era petit i jugava amb els seus pares. Així, la comandant Laura, fent servir aquesta estratagema, aconsegueix fugir. Més tard, en un moment de pausa, després del combat contra Allergias, Yuki convida Tadashi a prendre un te a la seva cabina i aprofita per fer-li notar la brevetat del combat entre ell i la comandant Laura: només "3/10 de segon" i li suggereix, de cara al futur, que tingui sempre present que les mazonis no són dones, sinó que només ho semblen, i que la seva bellesa pot ofuscar la ment de qui les mira. Yuki dona a Tadashi també, un altre motiu de reflexió. Li diu que potser en el seu inconscient no experimenta per elles l'odi que afirmen les seves paraules. Mentre Yuki i Tadashi parlen, l'Arcadia s'acosta al planeta Venus, on potser les mazonis han implantat la seva base. Han pres la decisió de dirigir-se a Venus perquè han notat que el material de l'astronau d'Allergias (destruïda en combat per l'esperó de l'Arcadia) té les mateixes característiques que el material que es troba a Venus. | |                        |                            |
| 11 | Laura la brillant Lola ga Konjiki ni Kagayaku Toki (ローラが金色に輝く時)                                                | 6 de juny de 1978      |                            |
| Observen la presència d'una astronau mazoni avariada. En Tadashi i en Yattaran hi entren per veure què hi ha a l'interior, i hi troben una supervivent. Justament la comandant de la Primera Estació Espacial: la Laura. La porten a l'Arcaadia i en Harlock la confia a Tadashi justament amb la intenció de posar-lo a prova, perquè pugui aprendre a "Controlar els propis sentiments". La Yuki, que ha pres molt interès en la situació de Tadashi, no hi està d'acord, perquè sap que la debilitat del Tadashi cedirà davant la bellesa de Laura. De fet, la Laura hipnotitza en Tadashi ben bé tres vegades. Als seus ulls assumeix l'aparença de la seva mare, que es va morir quan ell tenia dotze anys, i se li dirigeix amb un to de veu molt persuasiu. Amb aquesta tècnica, la Laura aconsegueix obtenir del jove i inexpert Tadashi totes les informacions sobre l'Arcadia de les quals ell té coneixement. I, com si amb això no n'hi hagués prou, un cop que l'Arcadia ha entrat a l'atmosfera de Venus, fa que l'alliberi, i que la transporti al planeta. Quan Tadashi torna al pont de comandament, (on ja saben l'engany del qual ha estat víctima), en Harlock li demana per què ha alliberat la presonera, però ell encara està convençut que es tractava de la seva mare. Llavors, per fer-lo tornar en si, li fan veure la filmació, enregistrada des de l'astronau, del moment en el qual allibera la que es pensava que era la seva mare. Tadashi s'ha de rendir davant l'evidència que en realitat es tractava de la comandant mazoni. Són inútils les excuses i el disgust de Tadashi per haver donat aquestes informacions, perquè ni Harlock ni els altres estan enfadats amb ell. Són conscients que gairebé ningú hauria resistit la mirada hipnotitzant de la mazoni. Harlock, no està preocupat per la fuga d'informació (també perquè en Tadashi no ho sabia pas "tot", de l'Arcadia). Sobretot li preocupa el tipus d'arma que aquest cop han fet servir aquelles criatures: "Aquella gent, mirant de destruir els nostres cervells, també destruiran els nostres cors. Això és molt pitjor que les informacions que puguin entendre sobre les característiques de la nostra astronau. Si oblidem això, haurem perdut fins i tot abans de començar a combatre." | |                        |                            |
| 12 | Mare per sempre Haha yo, eien nare (母よ、永遠なれ)                                                                      | 13 de juny de 1978     |                            |
| Sobrevolant a gran alçada el continent fòssil del planeta Venus, en Harlock observa uns signes que el doctor relaciona amb els que havien vist a la zona dels maies. En particular, observa dos signes que indiquen dues direccions molt precises. El primer indica la zona del bosc fòssil, que s'està cremant (potser era una base destruïda a conseqüència d'un accident o d'una erupció). El segon indica un cràter, on Harlock decideix entrar. S'aturen abans de tocar-ne el fons, i continuen a peu a través d'un corredor que els portarà a una sala on hi ha tot de gerres antigues. Carreguen les gerres a l'astronau, i observen que tot aquell material es remunta a fa 180 milions d'anys. De sobte, en Harlock nota que passa alguna cosa, i la Yuki l'hi confirma. Li diu que alguna cosa està picant contra l'astronau. En Harlock dona ordres de sortir immediatament del cràter. Un cop a fora s'adonen que una construcció, que sembla un antic palau, s'ha aixecat de terra. Immediatament la construcció es desintegra, i desvela l'astronau que hi havia amagada a dintre: mazoni, òbviament. Aquesta astronau comença a colpejar insistentment l'Arcadia en un punt molt precís, a "8 vuit metres i mig del límit de popa", just on es troba l'ordinador, que és la part fonamental de l'Arcadia". En Tadashi es decideix a sortir i a enfrontar-se a les mazonis a primera línia, perquè se sent culpable per haver donat la informació sobre la posició de l'ordinador. Però aquest cop en surt amb honor, perquè destrueix diverses petites naus mazonis, i sobretot perquè mata Laura, que un cop més ha mirat de "distreure'l" amb les imatges de la mare. Per ell la lluita no ha estat fàcil, però al final ha aconseguit alliberar-se de les al·lucinacions de les quals era víctima i de les quals només ell mateix es podia alliberar. | |                        |                            |
| 13 | Un castell diabòlic al mar de la mort Shi no umi no majou (死の海の魔城)                                                 | 20 de juny de 1978     |                            |
| Mentre s'acosten a la Terra, la Yuki intercepta un altre senyal, a part dels senyals ja coneguts de la piràmide i de la boia. Aquest senyal prové del mar dels Sargassos. Tot i que en Yattaran arrufa el nas a la idea de "banyar-se" en el que s'anomena el "Cementiri Submarí", en Harlock hi decideix anar igualment. Però abans saluda la Tami des del telèfon d'una base militar terrestre. Hi ha arribat i en marxa sense que ningú el molesti, sense que ningú gosi alçar ni un dit per capturar-lo. Ara l'Arcadia pot amarar al mar dels Sargassos. Però mentre sonden el fons, que és ple de naus i de submarins enfonsats, (alguns dels quals naveguen sense que ningú els piloti des de dintre), des de l'aire arriba una "formació de combat" del Govern Federal comandada per en Kirita. En Harlock ordena que no responguin al foc per respecte al principi de no combatre contra els seus semblants i, quan menys s'ho esperen, emergeix de l'aigua "Una enorme nau de batalla de la Segona Guerra Mundial", que comença a obrir foc sobre les naus del govern federal, i les fa fugir. Després, inesperadament, la nau "fantasma" en qüestió s'enlaira de l'aigua i ataca l'Arcadia, que no pot fer altra cosa que reaccionar al foc, i la derrota. La nau "fantasma" s'encén, cau, i se submergeix novament al mar. Mentre s'enfonsa es pot veure que sobre la nau oneja la bandera japonesa. En Harlock, de tota manera, vol veure les coses clares, perquè està convençut que totes aquelles embarcacions es mouen gràcies a una mà ben precisa que les guia. En conseqüència es decideix per la immersió. Un cop a sota del mar veuen una cúpula lluminosa que probablement té la funció de fer de barrera. D'aquesta cúpula emana una força magnètica idèntica a la de la piràmide i a la de la boia. Superada la "membrana" (que es recompon després que ells hi hagin passat), a l'interior hi descobreixen, entre nombroses restes d'embarcacions i d'avions (fins i tot hi ha un cotxe!) una construcció monstruosa, on viu la sobirana del mar, l'Aman, la qual els acull de manera molt poc benvolent. De fet, l'Aman ha arribat a un pacte amb la reina Raflesia i ha posat els seus poders a disposició d'ella. En aquest cas s'ha compromès a aliminar de la circulació Harlock i els seus amics, i com que un dia del seu regnat correspon a cent anys terrestres, Aman fa servir els seus poders per adormir tota la tripulació de l'Arcadia, de manera que quan es despertin trobin una terra sota el domini de les Mazoni. En Harlock, aquest cop, realment no hi pot fer res. Només li queda una possibilitat per salvar-se. Estira la mà cap a l'Arcadia, desesperat, i invoca la intervenció del seu més gran amic. Llavors l'ordinador de l'Arcadia es posa en marxa i guia l'astronau fins al punt on es troben Harlock i els altres i els fa pujar. Mata l'Aman, i torna a la superfície. Un cop acabat l'efecte de l'encanteri de l'Aman, al pont de comandament hi veiem els "nostres" reunits, i se sent un soroll especial, que recorda un cor que bat, però una mica artifical. En Harlock pronuncia una frase que aparentement no es dirigeix a cap dels presents :"Una vegada més et devem la vida.", amb to d'agraïment. L'ordinador s'apaga, i el so del cor que bat també s'atura. En Harlock aprofita l'ocasió per anar a veure la Tami (qualsevol ocasió és bona) i la petita li explica una faula, molt antiga, però que conté molts punts de contacte amb l'aventura que acaben de viure l'Arcadia i la seva tripulació: Un noi, un castell submarí, una princesa, una jornada sencera passada a sota del mar, i el retorn a un món que ha canviat, després d'una absència de cent anys.                                                        | |                        |                            |
| 14 | La tomba de l'esfinx Sufinkusu no bohyou (スフィンクスの墓標)                                                            | 27 de juny de 1978     |                            |
| Kirita ha segrestat la Tami per portar-la al desert del Sahara i s'ho manega perquè Harlock hi pugui anar, fent-li arribar de mica en mica les indicacions escaients. Però només a ell. Perquè ordena que l'Arcadia aterri sense el seu capità a la vall dels espectres. Una de les etapes de Harlock per arribar a la meta és el poble de Kuruna (Egipte) on el pare adoptiu de Kirita li donarà un mapa i un cavall per travessar el desert. El més curiós, i el mateix Harlkock en queda amb la boca oberta, és que Kirita l'ha anunciat al seu pare com un amic seu. En Harlock, doncs, surt cap al desert, però la travessia és molt fatigosa. El cavall no la resisteix i es mor a meitat del camí. Això obliga Harlock a continuar la jornada a peu. Per anar més lleuger deixa caure, un per un, els objectes que porta amb ell. Però els contratemps no s'han acabat, perquè una tempesta de sorra li arrenca el mapa de les mans. Des de l'Arcadia, mentrestant, miren sense èxit de posar-se en contacte amb ell, que entre altres objectes, ha deixat caure la ràdio. Llavors Yuki e Tadashi pensen que l'aniran a buscar amb un aparell de reconeixement, però Met els atura, perquè sap que Harlock se'n pot sortir (ho sap perquè ho sent, perquè "sempre és al seu costat"). Efectivament, Harlock, tot i que extenuat i deshidratat, aconsegueix arribar al lloc on són Kirita i Tami gràcies al so de l'ocarina de Tami. I quan ja no pot més i cau a terra, el destí vol que Tami s'adoni de la seva presència, i l'ajudi a tornar en si amb una mica d'aigua. Tami, llavors, el porta davant de Kirita i Harlock el vol matar. "No he mort mai cap criatura terrestre, per compromís amb els meus ideals, però no et puc perdonar que hagis portat Tami a un lloc com aquest!". Per fortuna Tami es posa davant seu, l'hi impedeix, i li explica com Kirita l'ha salvat de la picada d'un escorpí, que llavors l'ha picat a ell. De fet, Kirita està en perill de mort i Harlock, després d'haver escoltat les súpliques de Tami, no dubta a salvar-li la vida, i li prepara una substància medicinal. Però quin és l'objectiu de Kirita? Certament no és pas el de mostrar a Harlok la tomba de la seva germaneta, Tami, morta quan tenia set anys i enterrada als peus de l'esfinx, com efectivament fa. L'objectiu que té, més aviat, és deixar fora de combat l'Arcadia i matar Harlock, fent servir en tots dos casos una gran arma làser amagada a l'interior de la esfinx, que va descobrir ell mateix el dia de la mort de Tami. Aquesta arma té un abast d'uns 2000 kilòmetres, exactament la distància entre l'esfinx i el lloc on ha aterrat l'Arcadia, i presenta uns símbols idèntics als de la boia. Vol dir que potser les mazonis ja eren aquí fa 5.000 anys? Kirita apunta l'arma en direcció cap a la vall dels espectres i l'Arcadia queda sepultada per les roques i immobilitzada, mentre Harlock té els segons comptats. Mayu, una vegada més, inesperadament, s'interposa entre Harlock e Kirita, i mira de fer reaccionar Kirita amb aquestes paraules: "Si m'has salvat la vida, vol dir que no ets dolent. Llavors com pots matar en Harlock?" Sembla que la situació no té sortida, però l'Arcadia, després dels primers moments d'estupor de la tripulació, comença a moure's sola i s'allibera d'aquella gran presó de pedres, i arriba just a temps perquè Yattaran destrueixi l'arma terrible (amb part de la esfinx annexa) i salvi Harlock i Tami. | |                        |                            |
| 15 | Amor tràgic Hiren! Hokkyoku Oorora (悲恋!北極オーロラ)                                                                   | 4 de juliol de 1978    |                            |
| Des de l'Arcadia observen la Terra. Els monitors mostren una aurora boreal de la qual de seguida se'n fa evident la raresa. Primer perquè com diu Yuki, aquests fenòmens estan, en general, connectats amb les taques solars, i en aquest cas, el sol no presenta taques. En segon lloc perquè la tira negra que la travessa, que Harlock pensa que és una mena de camí, desapareix de sobte. I en tercer lloc, el més important. Met tem les aurores perquè al seu planeta, l'aparició de les aurores més belles coincideix amb el canvi de les plantes. Aquest últim motiu és el més important, perquè Met ja ha demostrat en altres ocasions la seva capacitat d'avisar anticipadament tant dels perills com de les situacions en les quals no hi ha res a témer. Quan Harlock decideix baixar a la Terra per controlar l'aurora, Met el segueix per poder-li estar a la vora (sap que Harlock necessitarà la seva ajuda). Fan aterrar l'Arcadia just al punt que semblava una banda de terra, i Harlock i Met, que han baixat amb un aparell de reconeixement, noten un altre element sospitós: una tempesta que es desencadena de sobte (quan al pol, el temps no hauria de canviar tan de pressa) i que està localitzada només en el punt en el qual es troben ells. Met implora Harlock que torni enrere perquè ara està segura del perill que corre, però quan veu que Harlock està ben decidit a continuar, l'espera, decidida a no tornar si no és amb ell. Llavors Harlock comença a recórrer la banda que travessa l'aurora i al final del camí es troba davant d'un castell meravellós, dels mateixos colors que l'aurora, i lluminós com si estigués construït en el gel. Davant d'ella apareix una dona d'aspecte bellíssim, una mazoni que diu que només ha tingut un objectiu tota la seva vida: fer-lo desaparèixer. I de sobte Harlock es troba immobilitzat per un fil gairebé imperceptible, però no per això menys eficaç. La dona el col·loca en una mena de fèretre construït al gel, i el tanca amb lloses del mateix material. La dona, a més, deixa fora de joc l'Arcadia i l'enfonsa en el gel, davant mateix dels ulls de la víctima. Sembla que tot està perdut fins que la dona és a punt de tapar Harlock amb l'última llosa, que segellarà per sempre el fèretre, és a dir, la que li ha de tapar la cara. En aquest moment, de fet, passa una cosa que fa que la mazoni s'aturi a mirar-lo. Llavors comença a pronunciar frases que ningú s'hauria esperat, ni ella mateixa. De fet confessa l'admiració que té per Harlock i el desig amagat que sempre ha experimentat de tenir-lo al seu costat. En poques paraules, s'ha enamorat de Harlock. En aquest moment Met compren que ha arribat el moment de intervenir i de salvar Harlock de les atencions patològiques de la Mazoni. El combat entre Met i la mazoni és molt especial. Es desenvolupa al ritme de les ondes energètiques que sembla que generen les seves ments. Però la força de les ondes que emet la ment de Met supera la força de les de l'adversària, i la derrota. La Mazoni mor però no crema com les altres, sinó que es liqua. El bellíssim castell corre la mateixa sort. Desapareix i revela la seva veritable identitat: la d'una base mazoni d'aspecte horrorós que contrasta moltíssim amb la bellesa del castell que l'amagava. Ara tot s'ha acabat i ens trobem al pont de comandament de l'Arcadia (alliberada a conseqüència de la derrota de la mazoni) des d'on Harlock obre foc per destruir la base enemiga. La mateixa Met explica la seva victòria dient que la força dels seus sentiments per Harlock era molt més gran que la dels que experimentava la mazoni. Tots es pregunten com és possible que una criatura d'aquell gènere hagi estat capaç d'experimentar amor. | |                        |                            |
| 16 | "La melodia d'un adéu" "Kei. Wakare uta" (蛍・わかれうた)                                                                | 11 de juliol de 1978   |                            |
| | |                        |                            |
| 17 | "L'esquelet dels falcons espacials (1ª part)" "Hakkotsu no yuusha" (白骨の勇者)                                          | 18 de juliol de 1978   |                            |
| | |                        |                            |
| 18 | "L'esquelet dels falcons espacials (2ª part)" "Ma no genei senshi (shadou sorujaa)" (魔の幻影戦士（シャドウソルジャー）) | 25 de juliol de 1978   |                            |
| | |                        |                            |
| 19 | "El parany de la reina Raflesia" "Joou Rafureshia no wana" (女王ラフレシアの罠)                                          | 1 d'agost de 1978      |                            |
| | |                        |                            |
| 20 | "Jura, el planeta destruït" "Shimetsu no Jura boshi" (死滅のジュラ星)                                                    | 8 d'agost de 1978      |                            |
| | |                        |                            |
| 21 | "El nom dels valents" "Gooramu! Higeki no senshi" (ゴーラム!悲劇の戦士)                                                  | 15 d'agost de 1978     |                            |
| | |                        |                            |
| 22 | "El planeta de la mort" "Uchuu no hakaba, Desushadou" (宇宙の墓場、デスシャドウ)                                         | 22 d'agost de 1978     |                            |
| | |                        |                            |
| 23 | "El maniàtic de Yattaran" "Yattaran, puramo kyou no shi" (ヤッタラン、プラモ狂の詩)                                      | 29 d'agost de 1978     |                            |
| | |                        |                            |
| 24 | "Estrella fugaç" "junai nagareboshi" (純愛流れ星)                                                                        | 5 de setembre de 1978  |                            |
| 25 | El doctor Zero i en Miu Dokutaa Zero to Mii (ドクター・ゼロとミー)                                                       | 12 de setembre de 1978 |                            |
| Entra en escena el doctor Zero. Entra al pont de comandament amb l'armadura que va rebre dels seus avantpassats (òbviament japonesos). Els seus avantpassats l'havien dut en els moments decisius de les seves vides, durant les batalles. Aquella armadura, a part de provocar la sorpresa dels presents, provoca la burla ingènua de Yattaran ("Avui fa més riure que altres dies, ah ah!") i de la cuinera Masu-san. L'armadura, per ella és una disfressa. I diu que segurament a qualsevol altre li estaria millor! El doctor no en fa cabal. Les seves intencions són serioses i sap molt bé que d'aquesta batalla podria no tornar-ne. Per això confia Mew a Masu-san. Aquesta última, en el fons l'estima i, de fet, durant la batalla pregarà per ell perquè torni sa i estalvi. Mentrestant, l'exèrcit mazonià surt de mica en mica al descobert, i abandona la nebulosa de l'Andròmeda. Però la nau almirall, la de la reina, encara és molt lluny. L'atac, de moment, es confia a l'avantguarda, dirigida per la comandant Catandra. Harlock, que sap perfectament que la superioritat numèrica de les mazonianes és aclaparadora, decideix que procedirà pas a pas, sense descobrir-se massa. Amb aquest objectiu aprofita les tempestes magnètiques (tres) que travessen la zona. Ordena travessar-les a velocitat elevada per acostar-se el més possible a la primera línia enemiga. Així no els podran identificar, i atacaran per sorpresa en el moment més oportú. | |                        |                            |
| 26 | El llarg viatge cap a la pàtria Haruka naru nagai tabi (はるかなる長い旅)                                                | 26 de setembre de 1978 |                            |
| A l'exèrcit mazonià hi passa alguna cosa estranya. Una astronau de la flota acaba de destruir una nau petita, que també era mazoniana. Des de l'Alkadia assisteixen a l'escena, i en queden força sorpresos. El que ha passat s'explica immediatament als espectadors a través d'una reunió que Cleo, el braç dret de la reina Raflesia, ha convocat. A la reunió hi participen tots els comandants de la flota. Cleo és la comandant de tota la guàrdia imperial, que envolta l'astronau mare. Cleo, justament és qui ha convocat la reunió amb l'objectiu precís d'interrogar la comandant de la tercera esquadra, Catandra, sobre el motiu pel qual ha destruït una astronau de civils. Així ara sabem qui eren els protagonistes de la persecució que havien observat també des de l'Alkadia. La resposta de Catandra expressa en poques paraules la filosofia de fons de tota la seva organització: la culpa que la tercera esquadra hagi estat derrotada era d'aquella nau mercantil. Amb la seva temptativa arbitrària de batre's en retirada, ha creat desordre en tota l'esquadra. Però a més, continua, és que en realitat intentava fugir. Aquest era el motiu que l'havia portat a decidir-se a destruir-la. La seva proposta, ara és allunyar les naus mercantils, mantenint-les lluny de les militars. Però no es limita només a proposar un esquema tàctic. Revela que també Tessius, la comandant dels civils, i una col·laboradora molt propera i fidel de la reina, té decidit fugir. Mentrestant, Tessius manté una reunió amb els comandants de les astronaus civils, que es lamenten del fet que la Reina no els havia dit que haurien de lluitar contra un enemic tan perillós (Harlock). El que passa en aquesta seu, repeteix a grans trets el que ha passat a la reunió convocada per Cleo. De fet, aquí també s'hi fa una proposta, i alhora es revela una traïció: la proposta és enviar els civils a viure al planeta Beta, que és a prop d'allà, abans que a la Terra. La revelació té a veure amb la possibilitat que les astronaus militars facin servir les civils com avantguarda. En resum, en el que semblava un exèrcit compacte i sense punts dèbils sembla que hi ha una perillosa atmosfera de desconfiança. | |                        |                            |
| 27 | La voluntat de l'Arcàdia Arukadia gou no ishi (アルカディア号の意志)                                                     | 3 d'octubre de 1978    |                            |
| Fa tres dies que els 41 homes de l'Arcadia combaten sense interrupció. N'hi ha que estan malalts, i els que treballen estan rebentats. El mateix Yattaran, està tant cansat que erra un blanc, i es desmaia. Harlock s'adona de la gravetat del moment, també gràcies al doctor Zero, que li mostra la situació que hi ha a l'astronau. Per aquest motiu, ara decideix que faran torns de dotzes hores. Tindran la meitat de força, com fa notar el mateix Tadashi, però el pla que té Harlock al cap és reduir també a la meitat la potència de la flota de les mazonianes, atacant les astronaus civils. A la Terra, el conseller Kirita ha estat víctima d'una trampa dels emissaris enviats per la reina, i així ara ell també es pot adonar de fins a quin punt és certa i concreta l'amenaça de la qual li havia parlat Harlock. Ara el pot creure, i corre de seguida a veure el primer ministre per comunicar-li la notícia. És inútil dir que el primer ministre (mirall de la humanitat de l'època) considera més important la cursa de cavalls a la qual està assistint. Així Kirita comprèn que haurà de ser ell sol qui combati contra aquell enemic. La imatge desapareix. Raflesia, asseguda al seu tron reflexiona, s'adona del gest que ha dut a terme, i segurament se n'entristeix. Ara la flota mazoniana ha abaixat les defenses i seria el moment just per atacar. Però Harlock pensa en els seus homes, que estan rebentats de tant lluitar, i pensa en Mayu. Per un moment, cedeix psicològicament i, desesperat, no sap què fer. Va cap a la sala de l'ordinador i se li dirigeix dient-li "amic": li demana que l'ajudi a triar. Qui decidirà, serà, doncs, l'ordinador de l'Arcadia. L'episodi es tanca amb l'Arcadia que surt sense demora cap a la Nebulosa d'Ulisses: aquesta és la voluntat de l'ordinador. | |                        |                            |
| 28 | La Nebulosa d'Ulisses Yurishiizu no seiun (ユリシーズの星雲)                                                             | 10 d'octubre de 1978   |                            |
| L'Arcadia es dirigeix cap a la Nebulosa Ulisses a la recerca de Mayu, però els planetes que ha d'explorar són set: el planeta Gel, el planeta Cuc, el planeta Cabra, el planeta Lluna, el planeta Arc de Sant Martí, el planeta Doble i el planeta Humà. Com que han de començar per un d'aquests planetes, decideixen de fer-ho pel que està més allunyat, és a dir, el planeta Gel. Tori-san, però, amb el seu fort instint animal, mira de fer entendre a Harlock, indicant-l'hi amb el bec, que és el planeta Humà el que han de triar com a primera meta. Surten, doncs, cap al planeta humà. Quan hi arriben, els acull una petita comunitat d'éssers humans, únics habitants del planeta. Viuen en un poble de la vora del mar, en un paisatge que recorda molt el de les illes del Pacífic del planeta Terra. Viuen amb tranquil·litat i serenitat als seus petits bungalows. El que deu ser el cap d'aquella petita i feliç comunitat s'acosta cap a Harlock. L'acull calorosament i li diu "fill meu"... Que ningú s'espanti! Yuki, ràpidament explica a un desconcertat Tadashi que aquell senyor, en una ocasió va ajudar Harlock. Els dos, de fet, no tenen cap parentiu, i Harlock s'adreça a aquell home dient-li "Doctor Hane". De la relació entre els dos no se'n sap res més, i encara menys de la relació que lliga Harlock amb dos altres joves habitants del poble. No se sap res del que va tenir lloc en el passat, però s'intueix només que aquestes persones i Harlock es coneixen des de fa molt temps i són evidentment, grans amics. El doctor Hanne és un científic que ha abandonat la Terra juntament amb una trentena d'altres éssers humans per refugiar-se en aquest petit paradís. Entre els habitants del poble es destaca ben aviat una noia, una mica misteriosa però molt bella, que de seguida s'entén amb els visitants, en particular amb Tadashi. | |                        |                            |
| 29 | Una batalla de vida o mort Niji no hoshi no shitou (虹の星の死闘)                                                        | 17 d'octubre de 1978   |                            |
| Fa mesos que no tenen notícies de Mayu ni de les mazonianes. L'astronau navega en l'avorriment i en la calma més plana, i els membres de la tripulació donen senyals de malestar.(uns pateixen d'insomni, d'altres dormen massa, d'altres beuen massa, d'altres s'avorreixen) Harlock és un dels pocs que encara és amo d'ell mateix. Gràcies al cel (sembla una paradoxa), observen la presència d'unes petites naus mazonianes que de tota manera no sembla que es dirigeixin cap a l'Arcadia sinó cap al Planeta Arc Iris. Harlock Harlock ordena a Tadashi que dirigeixi una esquadra de reconeixement, i que les segueixi. Les naus, tot i això, no reaccionen al fet que les segueixen, i com observa Tadashi, sembla que es comporten com si fossin un ham, fins al punt que des de l'Alkadia ordenen a l'esquadra de reconeixement que torni. Però Tadashi és del morro fort, i continua seguint-les tot sol, justament amb l'objectiu de fer-se capturar, i potser de descobrir gràcies a això on es troba Mayu. Al capdavall sembla que ho aconsegueix, perquè el toquen i sembla que és atret cap a una gran astronau mazoniana (de la qual només es veu el perfil lluminós). Però resulta que només és una impressió, perquè al final acaba a la superfície de l'esplèndid planeta Arc Iris, envoltat de civils mazonians. Aquests es preocupen de seguida de tranquil·litzar-lo sobre les seves intencions i justament li demanen que volen parlar amb el mateix Harlock en persona, per demanar-li protecció contra els seus semblants, és a dir contra la flota militar de la seva reina. En comptes de marxar, Tadashi decideix quedar-se amagat al planeta i mentrestant agafa afecte a una noieta mazoniana dolça però poc efusiva que es diu Gurikan. Tadashi és molt tendre amb ella, però de mica en mica es convenç que s'ha de tornar a posar en contacte amb Harlock, en especial després d'haver pogut comprovar la seriositat de les intencions de Raflesia, que davant dels seus ulls ha atacat el planeta per expulsar-ne els pròfugs. | |                        |                            |
| 30 | El meu amic, la meva joventut Waga tomo waga seishun (わが友わが青春)                                                    | 24 d'octubre de 1978   |                            |
| Aquest és un episodi molt important. Juntament amb el n.31 ("La construcció secreta de l'Arcadia"), subministrarà coneixements importants sobre el passat de Harlock, sobre la particular construcció de la seva particular astronau, sobre Mayu i sobre dos altres personatges que no coneixíem, però que d'alguna manera no podien faltar. Però anem per ordre. Després de la batalla al planeta Arc Iris s'han de fer reparacions a l'Alcadia. Per permetre els treballs, s'amaguen a dintre d'una illa pirata (un dels satèl·lits artificials dels quals disposen). Les mazonianes intueixen la dificultat en la qual es troba el seu enemic, perquè ha desaparegut inesperadament i el busquen per tot arreu per mirar d'aprofitar aquest moment de debilitat. Considerant que caldran com a mínim tres dies per totes les reparacions, tenen força temps. L'illa en la qual s'han refugiat està dotada d'un mecanisme que els permet amagar-se i camuflar-se contínuament entre tots els cossos celestes que troben. Per això poden estar relativament tranquils, si no fos per un terratrèmol inesperat i inexplicable causat estranyament per l'astronau, que es mou i fa tremolar tot el que té al voltant. L'ordinador, de fet, s'ha engegat automàticament, sense que ningú hagi accionat res. Només Harloc i Met comprenen el que en realitat està passant. Harlock entra a la sala de l'ordinador, i acostant-s'hi, el toca amb la mà i comença a pensar dolçament, com si estigués comunicant els seus pensaments a una persona, i no a una màquina enorme i important... "Entenc el que et passa, amic meu. La teva impaciència per trobar Mayu et posa molt neguitós, però no hem de perdre el control dels nostres nervis. Hem començat un viatge sense fi, i ens enfrontem a un enemic despietat i poderós." En els pensaments de Harlock apareix la imatge d'una persona més aviat baixa, embolicada completament amb una capa marró i amb un gran barret que a penes permet veure una cara amb unes grans ulleres. Harlock deixa veure un somriure. "Aquesta illa és la mateixa que la de llavors. Te'n recordes? Seria bonic, tornar als dies de la nostra joventut.". L'ordinador, com per un encanteri, s'apaga, i s'adorm com si la proximitat i els pensaments de Harlock haguessin calmat la seva inquietud. En ocasió d'un descobriment de Tori, l'ocell negre que l'acompanya en el viatge, comença la història del que va passar abans de la construcció de l'Alkadia. Tori-san troba a l'illa unes ulleres trencades i plora, sembla, per causa d'aquelles ulleres. Es crea una certa incomoditat entre els presents: Yuki i Tadashi voldrien descobrir de qui són i per què Tori plora. Met hi intervé i mira de fer canviar la conversa. És evident que ella també sap alguna cosa que fins ara han mirat d'amagar. Harlock, agafa les ulleres delicadament amb les mans, les mira fixament, i respon. Així alleuja la incomoditat i la confusió de tots: "Jo ho sé. Eren del meu amic, l'home que va formular el projecte més agosarat de l'univers... i que va construir un dels instruments més perfectes per poder-lo realitzar." És el constructor de l'Arcadia. Comença el llarg relat de Harlock. | |                        |                            |
| 31 | La història secreta de l'Arcàdia Arukadia gou kenzou hiwa (アルカディア号建設秘話)                                       | 31 d'octubre de 1978   |                            |
| Continuen les reparacions de l'Alkadia. Continua la recerca de les mazonianes. i continua també la història que Harlock explica a Yuki i Tadashi. Aquest és un lloc ple de records, per ell, i no pot evitar tornar a pensar en aquell període i en aquelles persones que van canviar la seva vida. En la història que explica, per primera vegada parla de Kirita, que estranyament no té interès a capturar Harlock sinó una altra persona, que li permetrà derrotar-lo. Harlock es un pirata i és el cap d'una astronau que, amb la seva tripulació, crea problemes seriosos a les naus de càrrega terrestres, i sovint bloqueja el flux dels subministraments. L'única manera per eliminar seriosament el problema, és combatre'l reforçant les Patrulles Estel·lars amb astronaus i instruments sofisticats. L'home que busca Kirita és Tochiro Ooyama, l'amic de Harlock, "el més gran científic en enginyeria astronaval de l'univers". Les recerques portaran Kirita al planeta Hog Melder, perquè és allà on Tochiro s'ha autoexiliat.. Hog Melder era un planeta on acabaven refugiant-se els que havien perdut les esperances en els seus somnis i totes les il·lusions sobre els mateixos éssers humans. Era pràcticament una última platja on poder-se abandonar. Però Tochiro, desil·lusionat també com els altres, l'havia triat com un nou punt de partida, com una mena de trampolí per realitzar els seus somnis, i no pas per abandonar-los completament. L'arribada de Tochiro al planeta hi va portar una nova vida, i ara la salvació dels seus habitants depèn d'ell. Aquest planeta, de fet, està condemnat a la destrucció perquè s'acosta a Ganda. Ganda, "l'estrella infausta" s'està acostant perillosament a Hog Melder. | |                        |                            |
| 32 | La crida de la flauta estel·lar Hoshi fue ga yobu (星笛が呼ぶ)                                                           | 7 de novembre de 1978  |                            |
| Al planeta Vent, les mazonianes estan experimentant la seva nova arma, que permetrà destruir completament l'Alkadia. N'hi haurà prou fent-la aterrar en una determinada vall del planeta, i la pressió de l'astronau sobre el terreny farà la resta, perquè accionarà un mecanisme explosiu. Per atraure Harlock i els seus cap al planeta, se serviran del so de l'ocarina de Mayu, enregistrat i transmès a l'infinit: el vent del planeta, que bufa sense parar a tres metres per segon, el difondrà a l'espai circumdant. L'avantguarda de la flota, s'ocuparà, mentrestant, d'atacar la Terra. El consell dels oficials mazonians es reuneix per discutir si realment és convenient fer això. El dubte que tenen és si realment es té la certesa que Harlock no abandonarà Mayu per salvar la Terra. Si una cosa d'aquest gènere tingués lloc, la seva avantguarda no podria aguantar una lluita amb l'Alkadia. La mateixa Raflesia intervé en el consell, sempre a través de la seva imatge projectada en una pantalla (rarament aconseguim veure-la en persona). Sap el que fa, i aquest cop prendrà ella mateixa el comandament de l'operació. Un oficial, que es fa portaveu de la indecisió col·lectiva, li expressa els dubtes de tot el consell: "Majestat, què li dona la certesa que Harlock no tornarà a la Terra?", "El fet que el conec molt bé i que conec la seva manera de pensar, i sobretot els seus sentiments. Harlock coneix Raflesia, però Raflesia escruta més profundament el cor de Harlock." A bord de l'Alkadia, mentrestant, Yuki ha interceptat un missatge d'ajuda llançat al sistema solar per una nau de transport terrestres. Parlen d'una agressió per part d'una petita flota militar desconeguda... la notícia s'escampa immediatament per tota la tripulació i un petit grup es dirigeix a correcuita a veure Harlock al pont de comandament per comunicar-li la seva voluntat: la de tornar a la Terra i defensar-la dels atacs de l'enemic. Mayu, diuen, és un ostatge massa important per Raflesia. Per això poden marxar sense por de posar-la en perill. | |                        |                            |
| 33 | La càrrega de l'home solitari Tatta ichi nin no totsugeki! (たった一人の突撃!)                                           | 14 de novembre de 1978 |                            |
| 34 | La cançó de bressol galàctica Ginga komori uta (銀河子守唄)                                                              | 21 de novembre de 1978 |                            |
| 35 | L'atractiva dona misteriosa Utsukushiki nazo no onna (美しき謎の女)                                                      | 28 de novembre de 1978 |                            |
| 36 | L'enfrontament al capvespre Kessen zenya (決戦前夜)                                                                      | 5 de desembre de 1978  |                            |
| 37 | Llàgrimes sobre un jersei vermell Akai seetaa no namida (赤いセーターの涙)                                               | 19 de desembre de 1978 |                            |
| 38 | Adéu, Tami Saraba! Mayu (さらば!まゆ)                                                                                    | 9 de gener de 1979     |                            |
| 39 | La mort del general Kirita Souzetsu! Choukan shisu (壮絶!長官死す)                                                       | 16 de gener de 1979    |                            |
| 40 | Llavors els àngels cantaven així Sono toki tenshi wa utatta (その時天使は歌った)                                         | 23 de gener de 1979    |                            |
| 41 | Duel a mort, la Reina contra el Capità Harlock Kettou! Joou tai Haarokku (決闘!女王対ハーロック)                         | 30 de gener de 1979    |                            |
| 42 | Adéu, pirates de l'espai! Saraba uchuu no muhoumono (さらば宇宙の無法者)                                                 | 13 de febrer de 1979   |                            |